# Indotyphlops tenebrarum
Indotyphlops tenebrarum es una especie de serpientes de la familia Typhlopidae.

## Distribución geográfica
Es endémica de Sri Lanka.